# 1993
1993 (MCMXCIII) fon un any normal del calendari gregorià començat en divendres, corresponent (en part) a l'any 150 del calendari Bahá'í i al 1400 en el Calendari bengalí.

## Esdeveniments
Països Catalans
- 17 de febrer - Catalunya: el Parlament de Catalunya declara Els Segadors l'himne oficial de Catalunya.
- 14 de març - Andorra: s'hi celebra el referèndum en què s'aprova la primera Constitució del país, convertint-se en un estat independent, de dret, democràtic i social.
- 28 de juliol - Andorra: aquest estat ingressa a l'ONU.
- 4 de setembre, Girona: S'inaugura el Pavelló Municipal Girona-Fontajau.[1]

### Cultura
- Publicació de la novel·la Panorama interior en gris d'Antoni Serra i Bauçà.
- Creació del Premi de Literatura Eròtica de la Vall d'Albaida per la Mancomunitat de Municipis de la Vall d'Albaida
- Reus celebra els dies 12 i 13 de Setembre del 1993, la IX Ciutat Gegantera de Catalunya, amb la participació de més de 120 colles geganteres

Resta del món
- 1 de gener
  - Comunitat Econòmica Europea - elimina les barreres comercials i crea el Mercat Comú Europeu.
  - Txecoslovàquia deixa d'existir després de 74 anys d'història, en dividir-se en dos nous estats: Txèquia i Eslovàquia.
- 20 de gener - EUA: Bill Clinton, es converteix en el 42è president dels Estats Units.
- 26 de febrer - Nova York (EUA): uns terroristes islamistes fan esclatar un camió ple d'explosius a la torre nord del World Trade Center que fa 6 morts i un miler de ferits.
- 1 de març - Espanya: el preu del litre de gasolina súper arriba a les 100 pessetes.
- 23 de març
  - Garri Kaspàrov i Nigel Short es neguen a jugar sota els auspicis de la Federació Internacional d'Escacs (FIDE) i creen l'Associació Professional d'Escacs (PCA, Professional Chess Association); per aquest motiu, la FIDE desposseeix en Kaspàrov del seu darrer títol mundial d'escacs
  - Observatori d'Arecibo (Arecibo, Puerto Rico): Aleksander Wolszczan detecta la llum infraroja del primer planeta extrasolar.
- 16 d'abril - Níger: Comença al mandat de Mahamane Ousmane com a president de Níger. Primer president escollit democràticament.
- 1 de maig - Neuendorf (Alemanya): Reobertura del Pas de barca de Kronsnest.
- juliol - Estació Antàrtica Neozelandesa de Vanda (Antàrtida): s'arriba a 89.5 °C sota zero, la temperatura més baixa mai enregistrada a la Terra.[2]
- 2 de juliol - Sivas (Turquia): Massacre d'intel·lectuals alevis, perpetrada per una multitud sunnita que sortia de la pregària del divendres.[3]
- 9 d'agost - Bèlgica: Albert II de Bèlgica és coronat Rei de Bèlgica.
- 25 d'octubre
  - Canadà: s'hi celebren eleccions legislatives que guanya per majoria absoluta el Partit Liberal, encapçalat per Jean Chrétien, que desplaçarà del poder el Partit Conservador.
  - Washington (EUA): Jerry Hall i Robert Stilmann, investigadors de la George Washington University, fan públic que han aconseguit de clonar embrions humans.
- 30 de desembre - Israel i el Vaticà: aquests dos estats estableixen relacions diplomàtiques.
- 28 de desembre - Madrid: Cas Banesto: el Banc d'Espanya intervé l'entitat.

### Música
| A.    | artistes          | títol                   | estil           |
| ----- | ----------------- | ----------------------- | --------------- |
| 02/22 | Radiohead         | Pablo Honey             | rock alternatiu |
|       | Jan-Mari Carlotti | Pachiqueli ven de nuech | infantil        |
| 11/02 | Frank Zappa       | The Yellow Shark        | contemporània   |

| M/d   | nom i llinatges | activitat  | origen       |
| ----- | --------------- | ---------- | ------------ |
| 03/09 | Alidé Sans Mas  | cantautora | aranesa      |
| 09/25 | Rosalía         | cantaora   | sesrovirenca |

Naiximents
- 9mar  Alidé Sans
- 25set  Rosalía

Morts
- 4des  Frank Zappa (compositor)

### Premis Nobel
| Camp                  | Guardonats                                  |
| --------------------- | ------------------------------------------- |
| Física                | - Russell A. Hulse - Joseph Hooton Taylor   |
| Química               | - Kary Mullis - Michael Smith               |
| Medicina o Fisiologia | - Richard J. Roberts - Phillip Allen Sharp  |
| Literatura            | - Toni Morrison                             |
| Pau                   | - Nelson Mandela - Frederik Willem de Klerk |
| Economia              | - Robert Fogel - Douglass North             |

### Videojocs
| M/d   | títols                                |  | sistemes             |
| ----- | ------------------------------------- |  | -------------------- |
|       | Alfred Chicken                        |  | Amiga, CD32, GB, NES |
|       | Alone in the Dark 2                   |  | MS-DOS               |
|       | Brawl Brothers: Rival Turf! 2         |  | SNES PAL             |
| 03/05 | Albert Odyssey                        |  | Super Famicom        |
| 07/30 | FC Genjin                             |  | Famicom              |
| 08/06 | Seiken Densetsu 2                     |  | Super Famicom        |
|       | Aero the Acro-Bat                     |  | Megadrive PAL        |
| 11/   | Aero the Acro-Bat                     |  | SNES PAL             |
| 11/18 | The Legend of Zelda: Link's Awakening |  | SNES PAL             |

El 20 de febrer eixí als Japons la primera consola de 32 bits, la FM Towns Marty.
- 20F  FM Towns Marty

## Naixements
Països Catalans
- 28 de gener, Lleida: Miki Florensa, músic català i membre de La Pegatina.
- 16 de febrer, Vilanova i la Geltrú: Clàudia Miret i Molins, jugadora d'hoquei sobre patins catalana.[4]
- 17 de febrer, Cervera, la Segarra: Marc Márquez i Alenta, pilot català de motociclisme.
- 9 de març, Bausen, Vall d'Aran: Alidé Sans Mas, activista i cantant de llengua occitana (dialecte gascó aranès).[5]
- 20 de març, Torroella de Montgrí: Esther Sullastres Ayuso és una futbolista catalana.[6]
- 22 de març, Mataró: Leila Ouahabi, futbolista catalana, que juga com a lateral esquerra.[7]
- 23 de març, Eivissa (Balears): Anabel Colazo, il·lustradora i dibuixant de còmics eivissenca.[8]
- 25 de març, Mataró: Roser Tarragó i Aymerich, jugadora de waterpolo catalana.[9]
- 24 d'abril, Granollers: Laia Pons i Areñas, nedadora catalana de natació sincronitzada, guanyadora d'una medalla olímpica.[10]
- 27 de juny, Eivissa: Miriam Alarcón Torres, arquera eivissenca d'arc recorbat.[11]
- 25 de setembre, Sant Esteve Sesrovires, Rosalía, cantautora i actriu catalana.[12]

Resta del món
- 1 de gener, Adama, Etiòpia: Sifan Hassan, atleta neerlandesa d'origen etíop.[13]
- 12 de febrer, Salònica: Giorgos Katidis, migcampista grec.
- 9 de maig, Cincinnati, Ohio: Bonnie Rotten, actriu pornogràfica i model estatunidenca
- 14 de maig, Shandong (Xina): Han Shuai (xinès: 韩帅), guionista i directora de cinema xinesa.[14]
- 26 de juny, Boca Raton, Florida: Ariana Grande, actriu, cantant i ballarina nord-americana.[15]
- 27 de juny, Kroměříž, República Txeca: Gabriela Gunčíková, cantant txeca.[16]
- 7 de juliol, San Antonio, Texas, EUA: Ally Brooke, cantant i integrant de la banda estatunidenca Fifth Harmony.
- 10 de juliol, South Shields, Tyne i Wear, Anglaterra: Perrie Edwards, cantant i integrant de la banda britànica Little Mix.

## Necrològiques
Països Catalans
- 12 de gener, València: Carles Mira, guionista i director de cinema valencià (n. 1947).
- 14 de gener,
  - Tarragona: Pepita Ferrer i Lucas, jugadora i monitora d'escacs, la primera Mestre Internacional Femení de l'estat (n. 1938).[17]
  - Lleida: Maria Rúbies i Garrofé, professora catedràtica de matemàtiques i política, primera senadora catalana (n. 1932).[18]
- 28 de gener, Palma: Josep Maria Llompart de la Peña, poeta, assagista, activista cultural, crític literari, editor i traductor mallorquí.
- 30 de gener, Cadaqués: Quima Jaume, poeta i assagista catalana (n. 1934).[19]
- 9 de febrer, Barcelona (el Barcelonès: Albert Viladot i Presas, periodista català (n. 1954).
- 8 de març, Santa Coloma de Gramenet: Justa Balló i Salvà, bibliotecària que treballà a la Xarxa de Biblioteques Populars (n. 1899).[20]
- 11 d'abril: Guillem Agulló, jove nacionalista d'esquerres assassinat a mans d'un grup d'ultradreta.
- 1 de maig, Nevers (França): Pierre Bérégovoy, polític francès que ocupà el càrrec de Primer Ministre de França el 1992 i 1993 (n. 1925).[21]
- 27 de març, València: Vicent Andrés Estellés, poeta (n. 1924).
- 4 de juliol, Madrid: Lola Gaos, actriu valenciana de teatre, cinema i televisió, de reconegut prestigi internacional (n. 1921).[22]
- 1 de setembre, Barcelona: Adolf Cabané i Pibernat, músic que compongué l'himne del Centre d'Esports Sabadell (1977 - actualitat) i el del Futbol Club Barcelona (oficial en el període 1957-74).
- 4 d'octubre, Barcelona: Maria Montserrat Capdevila d'Oriola, una de les primeres matemàtiques de l'Estat espanyol (n. 1905).[23]
- 6 d'octubre, Barcelona: Joaquim Soler i Ferret, escriptor i crític literari, membre del col·lectiu Ofèlia Dracs.
- 21 d'octubre, Sant Cugat del Vallès: Mercè Vilaret i Llop, realitzadora pionera de televisió a Catalunya (n. 1943).[24]
- 16 de novembre, Barcelona: Tomàs Garcés i Miravet, advocat, poeta, traductor i professor universitari català (82 anys).
- 20 de novembre, Sabadell, Vallès Occidental: Pilar Tous Forrellad, poetessa i assagista catalana (n. 1899).[25]
- 3 de desembre, Elx: Francisca Vázquez Gonzálvez –Frasquita–, dirigent socialista valenciana (n. 1907).[26]

Resta del món
- 6 de gener: Rudolf Nuréiev, ballarí rus.
- 11 de febrer, Los Gatos, Califòrnia (EUA): Robert W. Holley, bioquímic estatunidenc, Premi Nobel de Medicina o Fisiologia de l'any 1968 (n. 1922)
- 20 de gener, Tolochenaz, cantó de Vaud, Suïssa: Audrey Hepburn, actriu cinematogràfica anglesa d'origen belga.
- 3 de febrer, Wellington, Nova Zelanda: Edith Farkas, meteoròloga i investigadora antàrtica, líder en el control de l'ozó (n. 1921).[27]
- 6 de febrer, Nova York (EUA): Arthur Ashe, fou un jugador afroamericà de tennis dels Estats Units (n. 1943).[28]
- 24 de febrer, Londres, Regne Unit: Bobby Moore, futbolista anglès (51 anys).
- 27 de febrer, Nova York, Estats Units: Lillian Gish, actriu estatunidenca (99 anys).[29]
- 14 de març: Heinz Tobien, paleontòleg alemany.
- 16 de març, Lisboa: Natália Correia, escriptora i política portuguesa (n. 1923).[30]
- 17 de març, Nyack, Estat de Nova York, Estats Units: Helen Hayes, actriu estatunidenca.[31]
- 10 d'abril, Boksburg, Sud-àfrica: Chris Hani, polític, militar i activista anti-apartheid és assassinat a la porta de casa seva (n. 1942).[32]
- 17 d'abril, Pennsilvània: Mary Louisa Willard, científica forense reconeguda internacionalment (n. 1898).[33]
- 22 d'abril, Laklu, Nepal: Pasang Lhamu Sherpa, primera alpinista nepalesa a fer l'Everest.[34]
- 9 de maig, Assolo, Itàlia: Freya Stark, exploradora i escriptora britànica (n. 1893).[35]
- 19 de juny, Perranarworthal, Cornualla: William Golding, escriptor anglès guardonat amb el Premi Nobel de Literatura el 1983 (n. 1911).[36]
- 20 d'abril, Ciutat de Mèxic, Mèxic: Cantinflas, actor còmic mexicà (n. 1911)
- 24 d'abril, Johannesburg,(República Sud-africana):  Oliver Tambo, polític sud-africà, militant de la causa anti-apartheid i president del Congrés Nacional Africà. (n. 1917).[37]
- 30 de maig, Birmingham, Alabama (EUA): Sun Ra (Herman Sonny Blount) músic de jazz nord-americà. Figura destacada de l'avantguarda jazzística (n. 1914).[38]
- 31 de juliol, Motril, Espanya: Balduí de Bèlgica, rei de Bèlgica (n. 1930).
- 16 d'agost, 
  - Londres: Alison Smithson, arquitecta britànica (m. 1993).[39]
  - Reading, Anglaterra: Ethelwynn Trewavas, ictiòloga britànica (n. 1900).[40]
- 4 d'octubre, Barcelona: Maria Montserrat Capdevila d'Oriola, una de les primeres matemàtiques de l'Estat espanyol (n. 1905).[41]
- 16 d'octubre - Enugu: Flora Nwapa, escriptora nigeriana, «mare de la literatura africana moderna».[42]
- 31 d'octubre, Roma, Itàlia: Federico Fellini, director de cinema i guionista italià (n. 1920).
- 1 de novembre, Madrid: Severo Ochoa, metge i bioquímic de nacionalitat espanyola –i a partir del 1956 també nord-americana–, guardonat amb el Premi Nobel de Medicina o Fisiologia l'any 1959 pels seus estudis sobre la síntesi de l'ADN.
- 22 de novembre, 
  - Saragossa: María Antonia Zorraquino Zorraquino, investigadora i bioquímica espanyola.[43]
  - San Francisco, USA: Tatiana Nikolàieva, pianista, compositora, professora russa.[44]

- 29 de novembre, Irurzun: Ana Ruiz Mitxelena, futbolista, primera portera basca a jugar en la selecció espanyola de futbol (n. 1967).[45]
- 4 de desembre, Los Angeles, Califòrnia: Frank Zappa, compositor, guitarrista, cantant i productor discogràfic estatunidenc (52 anys).[46]
- 6 de desembre Santa Monica, Califòrnia, Estats Units: Don Ameche, actor i director de cinema (85 anys)
- 7 de desembre, Bonn (Alemanya): Wolfgang Paul, físic alemany, Premi Nobel de Física de l'any 1989 (n. 1913).
- 10 de desembre, Madrid: Victorina Durán, escenògrafa i figurinista espanyola, pintora.[47]
- 14 de desembre, Buenos Aires: Silvina Ocampo, escriptora argentina. (n. 1903).[48]
- 20 de desembre, Barcelona: Emília Trepat i Riba, atleta catalana (n. 1913).[49]
- 23 de desembre, Barcelona: Bràulia Cànovas Mulero, militant republicana espanyola, activista de la CNT i supervivient als camps de concentració nazis (n. 1920).[50]
- 25 de desembre, Nova York: Ann Ronell, lletrista i compositora d'èxit estatunidenca (n.1908).[51]